# Сквер Аргентинской Республики
Сквер Аргентинской Республики — сквер в Москве, на внутренней стороне Садового кольца, неподалёку от метро Добрынинская.

## История
Сквер относится к числу небольших скверов в центре Москвы, долгое время не имевших особого названия, которые были поименованы только в последние годы. Летом 2016 года один из таких скверов получил имя Мигеля Идальго, национального героя Мексики. Следующим шагом стало увековечивание в московской топонимике дружественных отношений с ещё одной латиноамериканской страной — Аргентиной.
В марте 2017 года одна из площадей Буэнос-Айреса была названа площадью Российской Федерации. Правительство России в знак благодарности предприняло ответные шаги.
Название сквера было официально присвоено 24 октября 2017 года, а в январе 2018 года он был торжественно открыт в присутствии президента Аргентины Маурисио Макри с супругой и посла Аргентины в России Рикардо Лагорио.

## Описание
Сквер находится неподалёку от посольства Аргентины, на пересечении Садового кольца (того его участка, который называется Житной улицей) с Большой Полянкой.
В центре сквера находится памятный камень, составленный из нескольких положенных друг на друга камней, на которых укреплена табличка с надписью по-русски и по-испански: «Сквер Аргентинской Республики как символ дружбы между российским и аргентинским народами».
Сквер благоустроен, засажен деревьями. В сквере имеется несколько скамеек. Декоративной чугунной ограды у сквера нет.

## Галерея

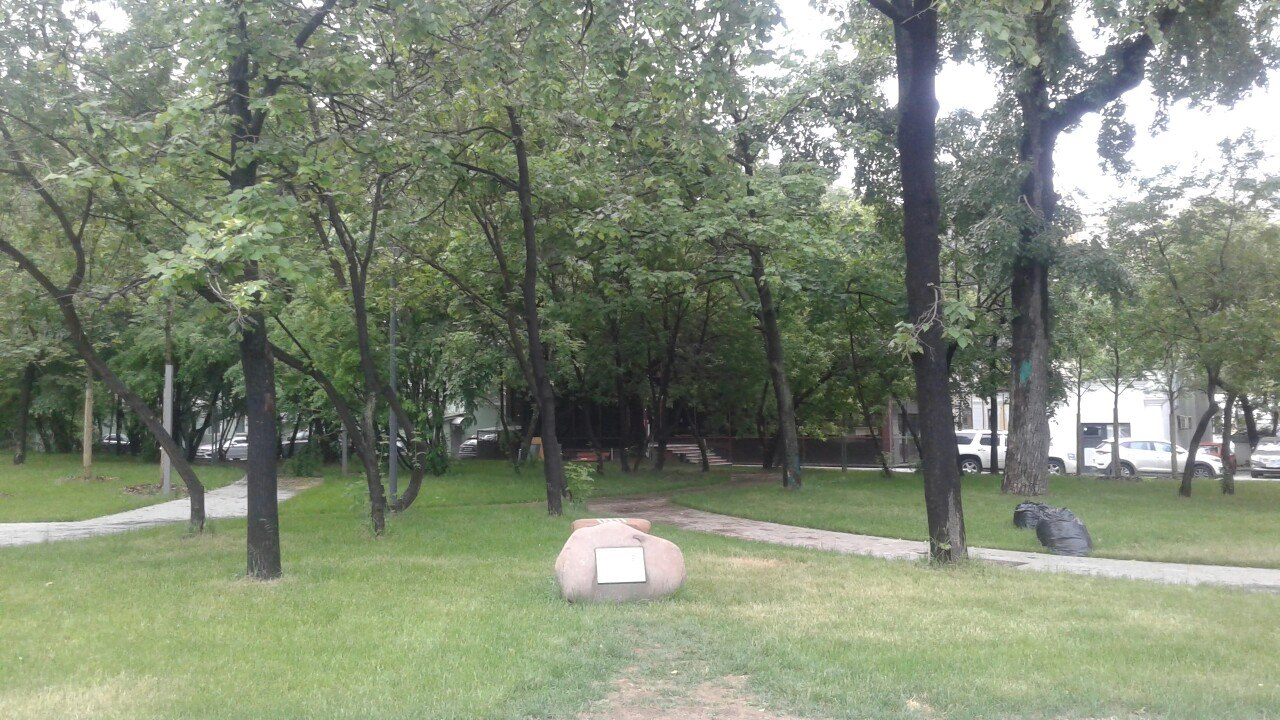
Общий вид на сквер
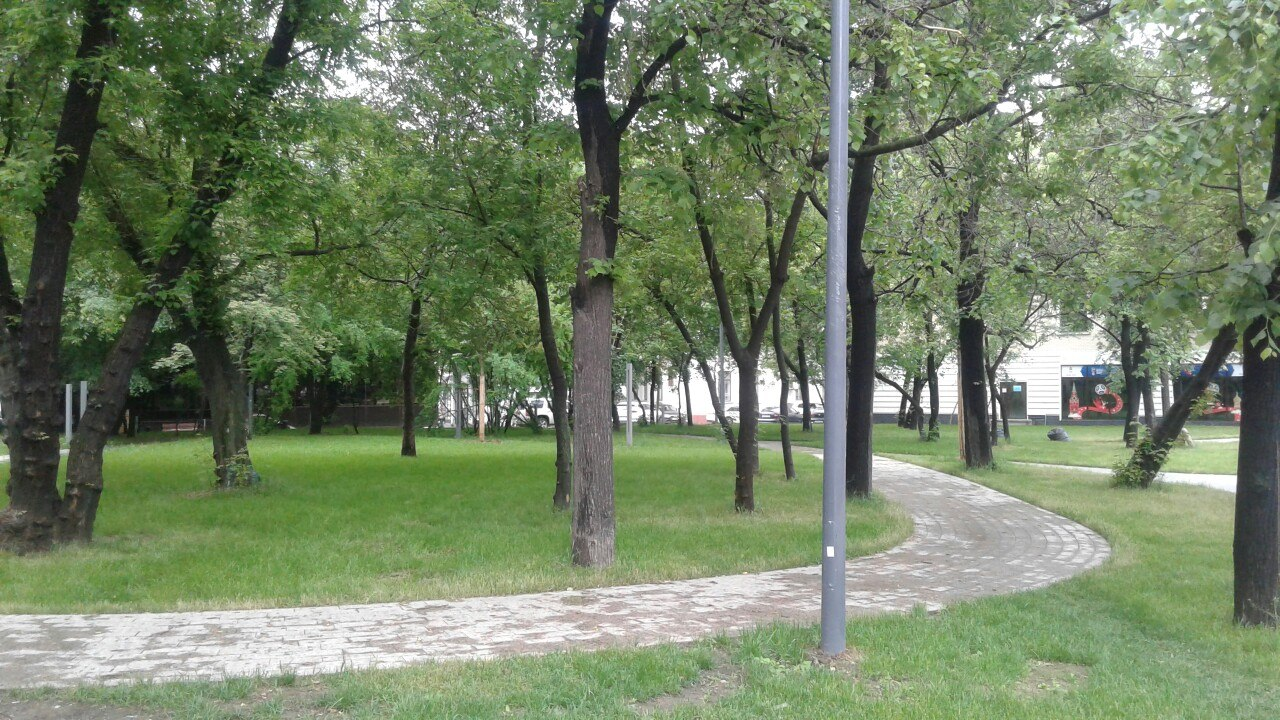
Весна в сквере